# Феодор Вальсамон
Фео́дор Вальсамо́н (греч. Θεόδωρος Βαλσαμῶν; родился около 1140 года, Константинополь, Византия — умер после 1199 года) — византийский канонист, патриарх Антиохийский (1193—1199).

## Биография
Феодор Вальсамон родился в Константинополе. При императорах Мануиле I Комнине и Исааке II Ангеле в сане диакона занимал важные должности в Константинопольской церкви. В 1193 году был возведён на антиохийскую патриаршую кафедру, но продолжал жить в Константинополе, будучи лишь номинальным патриархом, так как антиохийский патриархат находился в то время во власти крестоносцев.
По поручению императора Мануила и Константинопольского патриарха Михаила III Вальсамон написал «Изъяснение священных и божественных правил Святых и Всехвальных Апостол и священных соборов Вселенских и поместных или частных и прочих святых отец» (или Схолия (греч. Σχόλια) на Номоканон Фотия). Причиной для этой работы послужили затруднения, встретившееся в церковной практике вследствие устарелости некоторых законов, включённых в Номоканон Фотия, но потерявших практическое значение и не вошедших в позднейший законодательный сборник — Базилики. Вальсамону было поручено рассмотреть священные каноны, изъяснить и истолковать неясное в них и кажущееся несогласным с законами.

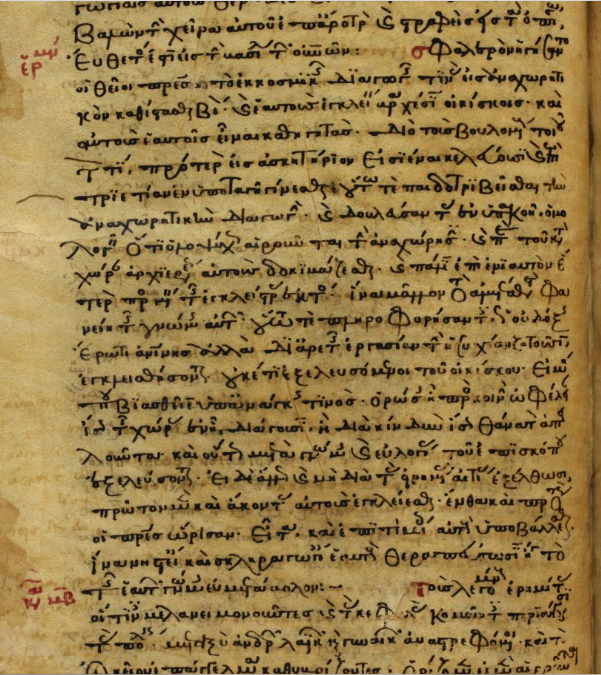
Рукопись 13 века. Сборник канонов Православной церкви с толкованиями Иоанна Зонары и Феодора Вальсамона

Первую часть его работы занимает толкование на Номоканон патриарха Фотия (посвящено более согласованию различных светских законов, чем церковным правилам), вторая часть посвящена толкованию непосредственно церковных правил. В основу своей работы Вальсамон положил мысль, что непринятие той или иной нормы Кодекса Юстиниана в Базиликах должно толковаться как отмена этого закона. По поводу каждого юстиниановского закона, вошедшего в Номоканон, он делает замечание, принять ли этот закон в Базилики и в какую именно их часть. Если же закон не находится в Базиликах, то Вальсамон почти всегда замечает, что он утратил силу действующего права. Однако такие свидетельства Вальсамона относительно отсутствия в Базиликах того или иного положения из Кодекса Юстиниана не всегда являются безошибочными (это связано с тем, что он пользовался лишь списками, бывшими в его распоряжении, но сохранились рукописи Базилик, в которых помещены некоторые тексты из Кодекса Юстиниана, которые, по мнению Вальсамона, были опущены в Базиликах).
В работе Вальсамона имеются противоречия — иногда он отмечает, что закон из Номоканона отсутствует в Базиликах, а затем указывает место, где находится в них этот самый закон. Также он хотя и проводит мысль о превосходстве церковных канонов над законами (за первыми он признаёт авторитет императоров и святых отцов и приравнивает этот авторитет к Священному Писанию), но при этом в отдельных местах своих толкований отдаёт предпочтение светским законам перед церковными канонами.
Комментарии Вальсамоном светских законов являются оригинальной работой, он не пользовался трудами каких-либо предшествовавших канонистов. Напротив в комментировании церковных канонов он следует своему предшественнику Иоанну Зонаре и порой дословно воспроизводит его толкования, иногда лишь дополняет и исправляет их. Главной особенностью комментария Вальсамона к церковным канонам, по сравнению с работой Зонары, является то, что Вальсамон при указании различий между церковной практикой его времени и практикой периода Вселенских соборов широко пользовался императорскими законами и постановлениями патриаршего синода.